# ديبرا بيرد
ديبرا بيرد (بالإنجليزية: Debra Byrd)‏ هي مغنية أمريكية، ولدت في 1951 في كليفلاند في الولايات المتحدة.

## وصلات خارجية
- الموقع الرسمي
- ديبرا بيرد على موقع IMDb (الإنجليزية)
- ديبرا بيرد على موقع ميوزك برينز (الإنجليزية)
- ديبرا بيرد على موقع إن إن دي بي (الإنجليزية)
- ديبرا بيرد على موقع ديسكوغز (الإنجليزية)
- ديبرا بيرد على موقع قاعدة بيانات الفيلم (الإنجليزية)